# Królowa dram (singel)
Królowa dram – trzeci singel polskiej piosenkarki Sanah z jej debiutanckiego albumu studyjnego o tym samym tytule. Singel został wydany 1 maja 2020. Utwór napisali i skomponowali Zuzanna Jurczak, Magdalena Wójcik i Thomas Martin Leithead-Docherty.
Nagranie otrzymało w Polsce status potrójnie platynowego singla, przekraczając liczbę 60 tysięcy sprzedanych kopii.

## Geneza utworu i historia wydania
Piosenka została napisana i skomponowana przez Zuzannę Jurczak, Magdalenę Wójcik i Thomasa Martina Leitheada-Docherty’ego, który również odpowiada za produkcję utworu.
Singel ukazał się w formacie digital download 1 maja 2020 w Polsce za pośrednictwem wytwórni płytowej Magic Records w dystrybucji Universal Music Polska. Kompozycja promowała debiutancki album studyjny Sanah – Królowa dram.
4 maja 2020 utwór został wykonany na żywo w ramach programu muzycznego Nowa tonacja na kanale Canal+ Premium. 9 lutego 2021 zaprezentowała piosenkę wraz z Igo podczas gali Bestsellerów Empiku 2020. Kilka dni później piosenkarka wykonała singel w ramach imprezy „Koncert studniówkowy”, którą zorganizowało radio RMF FM.

## Teledysk
Do utworu powstał teledysk zrealizowany, tak jak poprzednie, przez The Dreams Studio, który udostępniono w dniu premiery singla za pośrednictwem serwisu YouTube.

## Lista utworów
- Digital download[2]

1. „Królowa dram” – 3:05

## Certyfikaty
| Kraj          | Certyfikat         | Sprzedaż |
| ------------- | ------------------ | -------- |
| Polska (ZPAV) | 3× platynowa płyta | 60 000+  |

## Invisible Dress
Invisible Dress – utwór polskiej piosenkarki Sanah. Piosenka została wydana 8 maja 2020 wraz z albumem Królowa dram w wersji Super Deluxe Box. Utwór jest angielską wersją singla „Królowa dram”.
Piosenka w oryginalnej angielskiej wersji demo znalazła się na debiutanckim albumie studyjnym Królowa dram w wersji Super Deluxe Box i trzecim minialbumie Sanah – Invisible EP.
23 czerwca 2020 na kanale „Vevo DSCVR” na YouTube opublikowano utwór w ramach sesji dla Vevo – Vevo DSCVR at Home.

### Invisible Dress (Maro Music x Skytech Remix)
Invisible Dress (Maro Music x Skytech Remix) – singel promocyjny polskiej piosenkarki Sanah. Piosenka została zremiksowana przez Maro Music i Skytecha. Singel został wydany 11 grudnia 2020.
Kompozycja znalazła się na 6. miejscu listy AirPlay – Top, najczęściej odtwarzanych utworów w polskich rozgłośniach radiowych. Nagranie otrzymało w Polsce status podwójnie platynowego singla, przekraczając liczbę 40 tysięcy sprzedanych kopii.

### Geneza utworu i historia wydania
Piosenka została napisana i skomponowana przez Zuzannę Jurczak, Thomasa Martina Leitheada-Docherty’ego, Marka Walaszek, Mateusza Dziewulskiego.
Singel ukazał się w formacie digital download 11 grudnia 2020 w Polsce za pośrednictwem wytwórni płytowej Magic Records w dystrybucji Universal Music Polska, natomiast 26 marca 2021 ukazał się we Włoszech poprzez wytwórnię Ego. Piosenka została umieszczona na trzecim minialbumie Sanah – Invisible EP.
Utwór znalazł się na kilkunastu polskich składankach m.in. Fresh Hits Zima 2021 (wydana 21 grudnia 2020) i Hity na czasie: Wiosna 2021 (wydana 26 marca 2021).

### „Invisible Dress (Maro Music x Skytech Remix)” w stacjach radiowych
Nagranie było notowane na 6. miejscu w zestawieniu AirPlay – Top, najczęściej odtwarzanych utworów w polskich rozgłośniach radiowych.

### Lista utworów
- Digital download[14]

1. „Invisible Dress” (Maro Music x Skytech Remix – Short Edit) – 2:27
2. „Invisible Dress” (Maro Music x Skytech Remix) – 3:02

### Notowania
| Kraj   | Lista (2020–21)   | Najwyższa pozycja |
| ------ | ----------------- | ----------------- |
| Polska | AirPlay – Top     | 6                 |
| Polska | AirPlay – Nowości | 1                 |
| Polska | AirPlay – TV      | 2                 |

| Kraj   | Lista (2021)  | Pozycja |
| ------ | ------------- | ------- |
| Polska | AirPlay – Top | 75      |

### Certyfikaty
| Kraj          | Certyfikat         | Sprzedaż |
| ------------- | ------------------ | -------- |
| Polska (ZPAV) | 2× platynowa płyta | 40 000+  |

### Wyróżnienia
| Rok  | Konkurs                  | Kategoria                   | Rezultat    |
| ---- | ------------------------ | --------------------------- | ----------- |
| 2021 | Gorąca 100               | 100 największych hitów 2021 | 25. miejsce |
| 2021 | Przebój roku RMF FM 2021 | Przebój roku                | 43. miejsce |

### „Invisible Dress (live for Vevo DSCVR)” w stacjach radiowych
Nagranie było notowane na 597. miejscu w zestawieniu Radio Hits, najczęściej odtwarzanych utworów w ukraińskich rozgłośniach radiowych oraz na 672. miejscu w zestawieniu All Media Hits, najczęściej odtwarzanych utworów w ukraińskich rozgłośniach radiowych i przez ukraińskich użytkowników w serwisie YouTube.
| \| Kraj \| Lista (2021) \| Najwyższa pozycja \| \| ------- \| -------------- \| ----------------- \| \| Ukraina \| Radio Hits \| 597[24] \| \| Ukraina \| All Media Hits \| 672[24] \| |                |                   |
| Kraj | Lista (2021)   | Najwyższa pozycja |
| Ukraina | Radio Hits     | 597               |
| Ukraina | All Media Hits | 672               |